# Station Haren-Zuid
Station Haren-Zuid (Frans: Haren-Sud) is een spoorweghalte langs spoorlijn 36 (Brussel - Luik) in de deelgemeente Haren ten noorden van de stad Brussel. Het station is op circa 400 meter afstand gelegen van het iets zuidelijkere station Haren, dat echter alleen via spoorlijn 26 bereikbaar is. In het noorden van de gemeente is er nog het station Buda. Het station Haren-Zuid ligt het dichtste bij het centrum van Haren. Het station kan bereikt worden via toegangen in de Verdunstraat, Noendelle, Groene Zonestraat en Moestuinstraat.
Er is een aansluiting met de MIVB-buslijn 65.

## Treindienst
| Serie | Treinsoort | Route                                                | Bijzonderheden         |
| ----- | ---------- | ---------------------------------------------------- | ---------------------- |
| S 2   | GEN (NMBS) | 's-Gravenbrakel – Brussel-Zuid – Haren-Zuid – Leuven | Rijdt 1×/u. op zondag. |

## Galerij

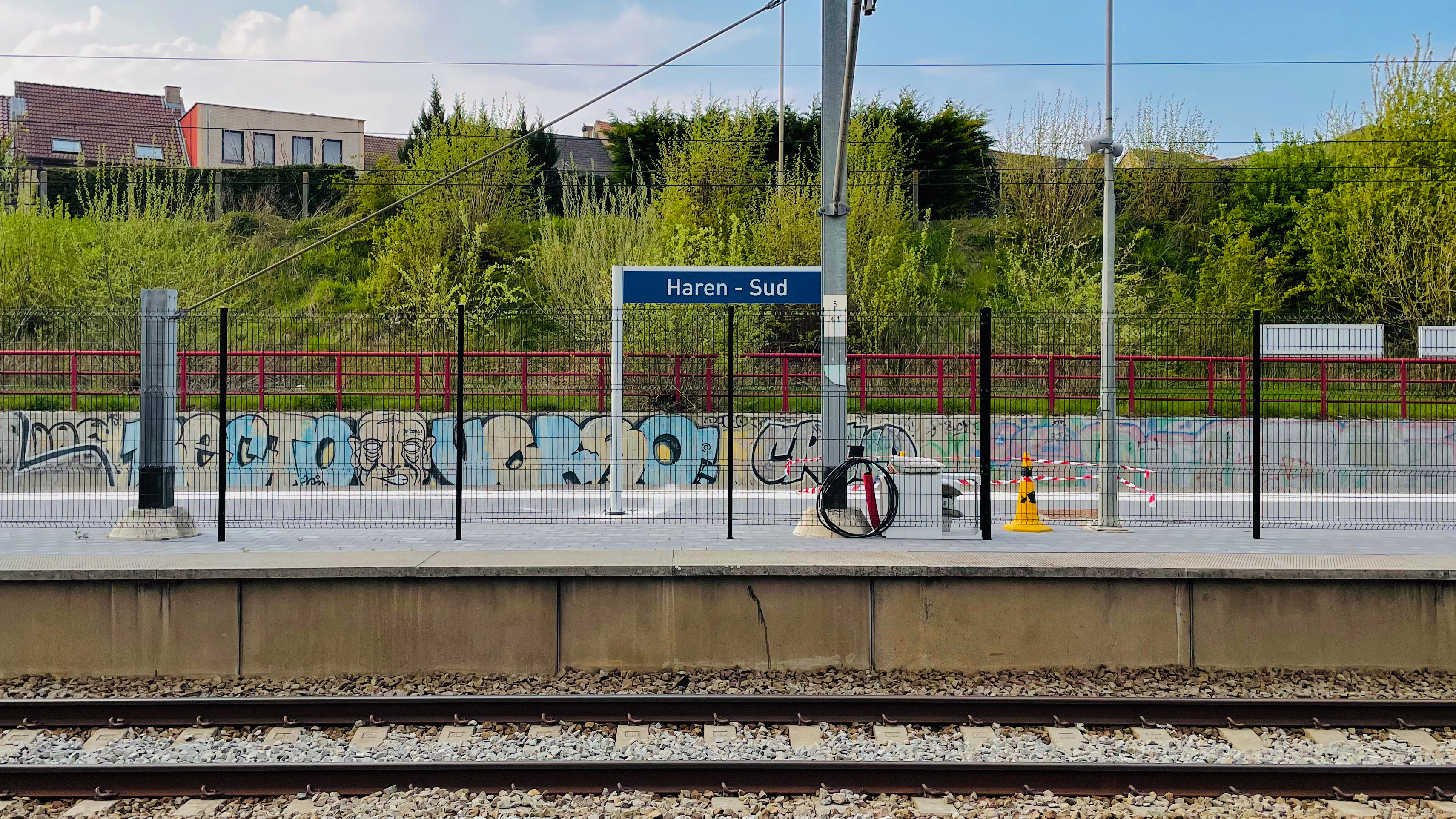
Naambord op een perron
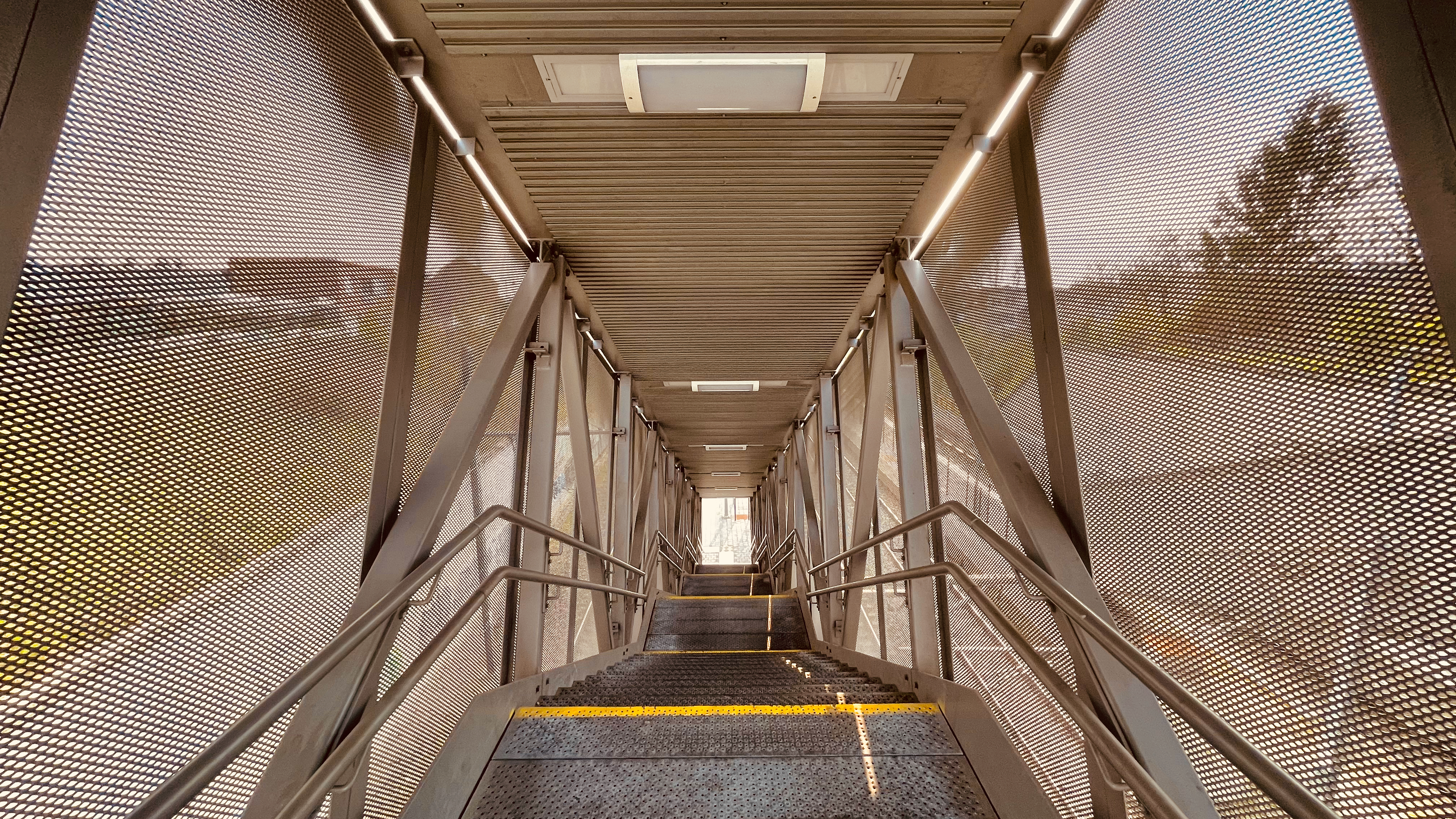
De trap
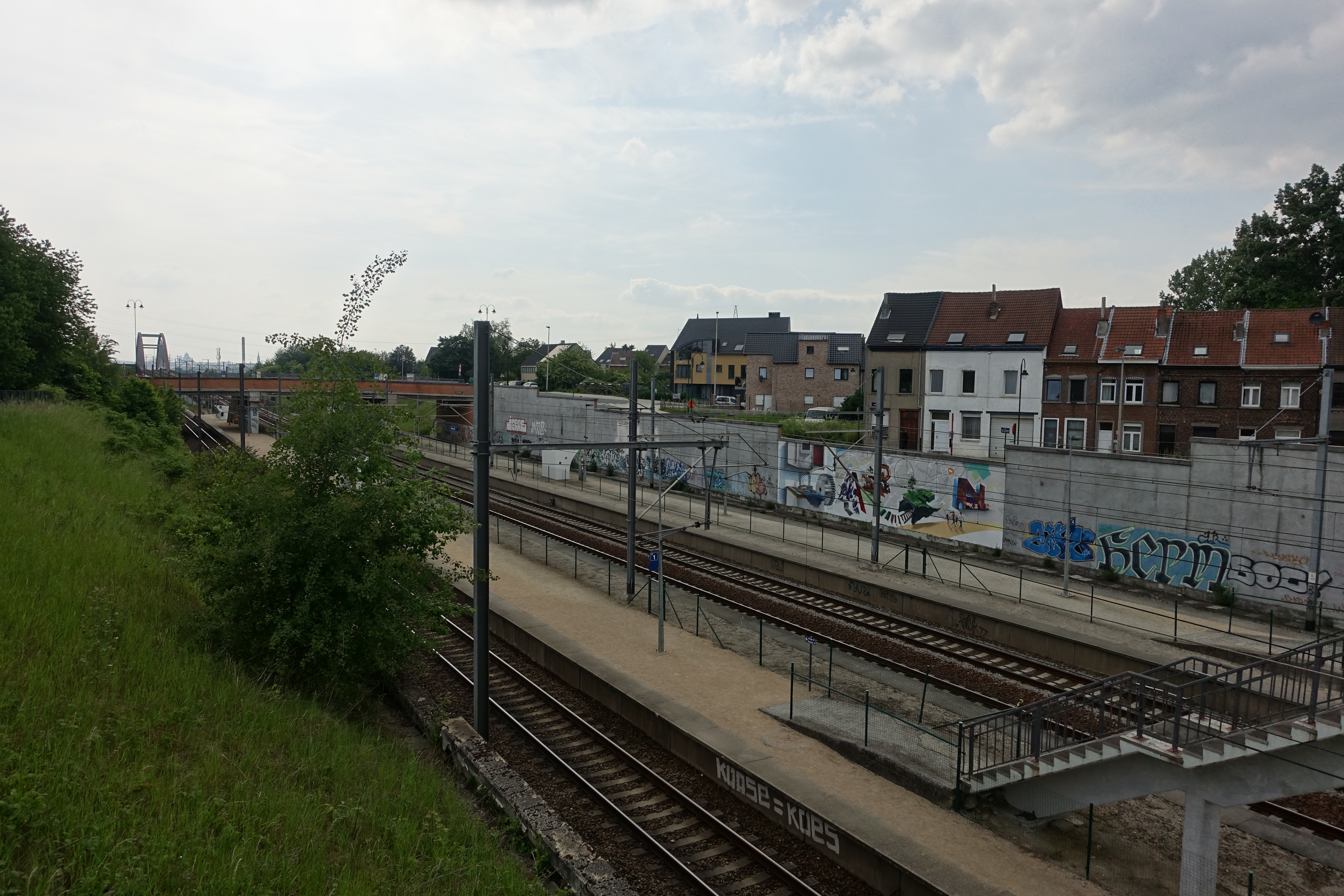
Zicht op het station vanuit de Moestuinstraat (oosten). Het dorpscentrum bevindt zich schuin rechts.

## Reizigerstellingen
De grafiek en tabel geven het gemiddeld aantal instappende reizigers weer op een week-, zater- en zondag.
| Tabel: aantal instappende reizigers station Haren-Zuid | Tabel: aantal instappende reizigers station Haren-Zuid | Tabel: aantal instappende reizigers station Haren-Zuid | Tabel: aantal instappende reizigers station Haren-Zuid |
|                                                        | Weekdag                                                | Zaterdag                                               | Zondag                                                 |
| ------------------------------------------------------ | ------------------------------------------------------ | ------------------------------------------------------ | ------------------------------------------------------ |
| 1977                                                   | 454                                                    | 70                                                     | 52                                                     |
| 1978                                                   | 465                                                    | 79                                                     | 66                                                     |
| 1979                                                   | 427                                                    | 66                                                     | 38                                                     |
| 1980                                                   | 416                                                    | 52                                                     | 40                                                     |
| 1981                                                   | 359                                                    | 48                                                     | 27                                                     |
| 1982                                                   | 347                                                    | 40                                                     | 27                                                     |
| 1983                                                   | 364                                                    | 42                                                     | 35                                                     |
| 1984                                                   | 257                                                    | 29                                                     | 25                                                     |
| 1985                                                   | 252                                                    | 55                                                     | 53                                                     |
| 1986                                                   | 192                                                    | 31                                                     | 31                                                     |
| 1987                                                   | 210                                                    | 38                                                     | 35                                                     |
| 1988                                                   | 248                                                    | 34                                                     | 36                                                     |
| 1989                                                   | 198                                                    | 23                                                     | 20                                                     |
| 1990                                                   | 174                                                    | 28                                                     | 26                                                     |
| 1991                                                   | 178                                                    | 26                                                     | 17                                                     |
| 1992                                                   | 169                                                    | 32                                                     | 21                                                     |
| 1993                                                   | 160                                                    | 34                                                     | 26                                                     |
| 1994                                                   | 159                                                    | 21                                                     | 18                                                     |
| 1995                                                   | 114                                                    | 25                                                     | 5                                                      |
| 1996                                                   | 117                                                    | 20                                                     | 1                                                      |
| 1997                                                   | 122                                                    | 27                                                     | 20                                                     |
| 1998                                                   | 170                                                    | 12                                                     | 16                                                     |
| 1999                                                   | 101                                                    | 10                                                     | 12                                                     |
| 2000                                                   | 131                                                    | 12                                                     | 34                                                     |
| 2001                                                   | 110                                                    | 15                                                     | 5                                                      |
| 2002                                                   | 126                                                    | 14                                                     | 10                                                     |
| 2003                                                   | 84                                                     | 18                                                     | 16                                                     |
| 2004                                                   | 136                                                    | 26                                                     | 10                                                     |
| 2005                                                   | 113                                                    | 15                                                     | 9                                                      |
| 2006                                                   | 128                                                    | 22                                                     | 15                                                     |
| 2007                                                   | 209                                                    | 32                                                     | 39                                                     |
| 2008                                                   | -                                                      | -                                                      | -                                                      |
| 2009                                                   | 282                                                    | 41                                                     | 42                                                     |
| 2010                                                   | -                                                      | -                                                      | -                                                      |
| 2011                                                   | -                                                      | -                                                      | -                                                      |
| 2012                                                   | 445                                                    | 85                                                     | 65                                                     |
| 2013                                                   | 397                                                    | 75                                                     | 51                                                     |
| 2014                                                   | 488                                                    | 75                                                     | 43                                                     |
| 2015                                                   | 550                                                    | 76                                                     | 64                                                     |
| 2016                                                   | 396                                                    | 102                                                    | 56                                                     |
| 2017                                                   | 450                                                    | 89                                                     | 78                                                     |
| 2018                                                   | 576                                                    | 119                                                    | 86                                                     |
| 2019                                                   | 489                                                    | 101                                                    | 66                                                     |
| 2020                                                   | 454                                                    | 181                                                    | 104                                                    |
| 2021                                                   | -                                                      | -                                                      | -                                                      |
| 2022                                                   | 870                                                    | 451                                                    | 290                                                    |
| 2023                                                   | 980                                                    | 591                                                    | 340                                                    |
| 2024                                                   | 1 144                                                  | 581                                                    | 345                                                    |